# Lauren Woolstencroft
 (janvier 2012).
Si vous disposez d'ouvrages ou d'articles de référence ou si vous connaissez des sites web de qualité traitant du thème abordé ici, merci de compléter l'article en donnant les références utiles à sa vérifiabilité et en les liant à la section « Notes et références ».
Lauren Woolstencroft, née le 24 novembre 1981 à Calgary en Alberta, est une skieuse alpine canadienne. Elle a établi un record aux Jeux paralympiques d'hiver de 2010 en remportant cinq médailles d'or.

## Biographie
Lauren Woolstencroft est handicapée car née sans bras gauche et sans jambes sous les genoux. Néanmoins, elle skie depuis l'âge de 4 ans. Elle a participé à son premier tournoi de ski dix ans plus tard.
Entre-temps, Woolstencroft a participé à des tournois d'équitation. Elle a perdu de l'intérêt pour ce sport et un ami lui a suggéré de tenter la course sur skis.
Sa carrière de skieuse a commencé quand elle a rejoint et a couru pour l'équipe de l'Alberta pour skieurs handicapés. Elle a remporté sa première médaille d'or olympique en ski alpin aux Jeux paralympiques d'hiver de 2002.
En 2005, Lauren Woolstencroft obtient un diplôme en génie électrique à l'Université de Victoria.
Woolstencroft a participé aux Jeux paralympiques d'hiver de 2006 où elle a contribué à ajouter des médailles à son pays.
En 2007, elle a été intronisée au Temple de la renommée Terry Fox.
Plutôt que prendre sa retraite après les Jeux de 2006, Woolstencroft a décidé de participer aux Jeux paralympiques de 2010 organisés par le Canada. Woolstencroft s'est avérée être un chef d'équipe lors de cet événement. Ses médailles remportées sont autant de records personnels et d'équipe pour le Canada. En l'honneur de ses performances paralympiques de 2010, Woolstencroft a été choisie comme porte-drapeau du Canada lors des cérémonies de clôture.
Lauren Woolstencroft est un exemple de détermination, de travail acharné et de talent. Elle a surmonté ce que certains considèrent comme des handicaps.